# Ferdinand Ier (roi de León)
Pour les articles homonymes, voir Ferdinand Ier et Ferdinand.
Ferdinand Ier (Fernando en castillan) dit « le Grand » (el Magno ou el Grande), est né vers 1016 et mort le 27 décembre 1065. Il est comte de Castille de 1028 à 1035, puis roi de Castille de 1035 à 1037 et roi de León et de Castille de 1037 à sa mort en 1065. Il se donne également le titre d'empereur d'Espagne.

## Biographie
Ferdinand est le fils du roi Sanche III de Navarre (Sancho en castillan) et de Munia Mayor. En 1029, le comte de Castille García Sanchez, frère de sa mère, est assassiné. Sanche attribue alors le comté de Castille à Ferdinand. Il épouse en 1032 Sancha de León, la sœur du roi Bermude III, son suzerain théorique.
Deux ans après la mort de son père, en 1037, Ferdinand bat Bermude à la bataille de Tamarón (en). Le roi de León y laisse la vie, et Ferdinand lui succède en vertu des droits de sa femme. Il met le siège devant León et après son entrée dans la ville il est consacré roi le 22 juin 1038 en compagnie de sa femme. Il doit toutefois consacrer les premières années de son règne à combattre les magnats de Galice et de León qui refusent de se soumettre à son autorité. Il entre ensuite en conflit avec son frère, le roi de Navarre García IV, au sujet des territoires annexés par leur père à ce royaume en Alava et le long de la frontière orientale de la Castille. Le 8 août 1054, il remporte la victoire sur les Navarrais à Atapuerca près de Burgos, tuant son frère, au cours de la bataille. Ce succès lui permet d'agrandir encore son royaume de La Rioja.
Ferdinand s'illustre également par ses victoires contre les Maures, auxquels il enlève Coimbra en 1064. Il menace ensuite Tolède et Alcala de Henares. En 1063, afin de s'attirer les bonnes grâces de Ferdinand Ier, Abbad II, respectueux de la foi chrétienne, autorise le transfert de Séville à León des restes de saint Isidore. Les évêques léonais et asturiens, Alvito et Ordoño, assurent leur transport jusqu'à l'église San Juan de León, qui prend dès lors le nom de basilique Saint-Isidore.
Ferdinand reçoit de sa femme un livre de prière aujourd'hui conservé à la bibliothèque de l'université de Saint-Jacques-de-Compostelle.
À sa mort, Ferdinand partage son royaume entre ses trois fils. L'aîné, Sanche, reçoit la Castille ; le cadet, Alphonse, reçoit le León ; et le benjamin, García, reçoit la Galice. Ses deux filles reçoivent des villes en domaine : l'aînée, Urraque, reçoit Zamora, et la cadette, Elvire (es), reçoit Toro. Le partage du royaume entraîne une longue querelle au sein de la fratrie qui dure jusqu'en 1072, lorsque Alphonse, allié à Urraque, triomphe de son frère Sanche (qui avait lui-même battu Garcia et Elvire).

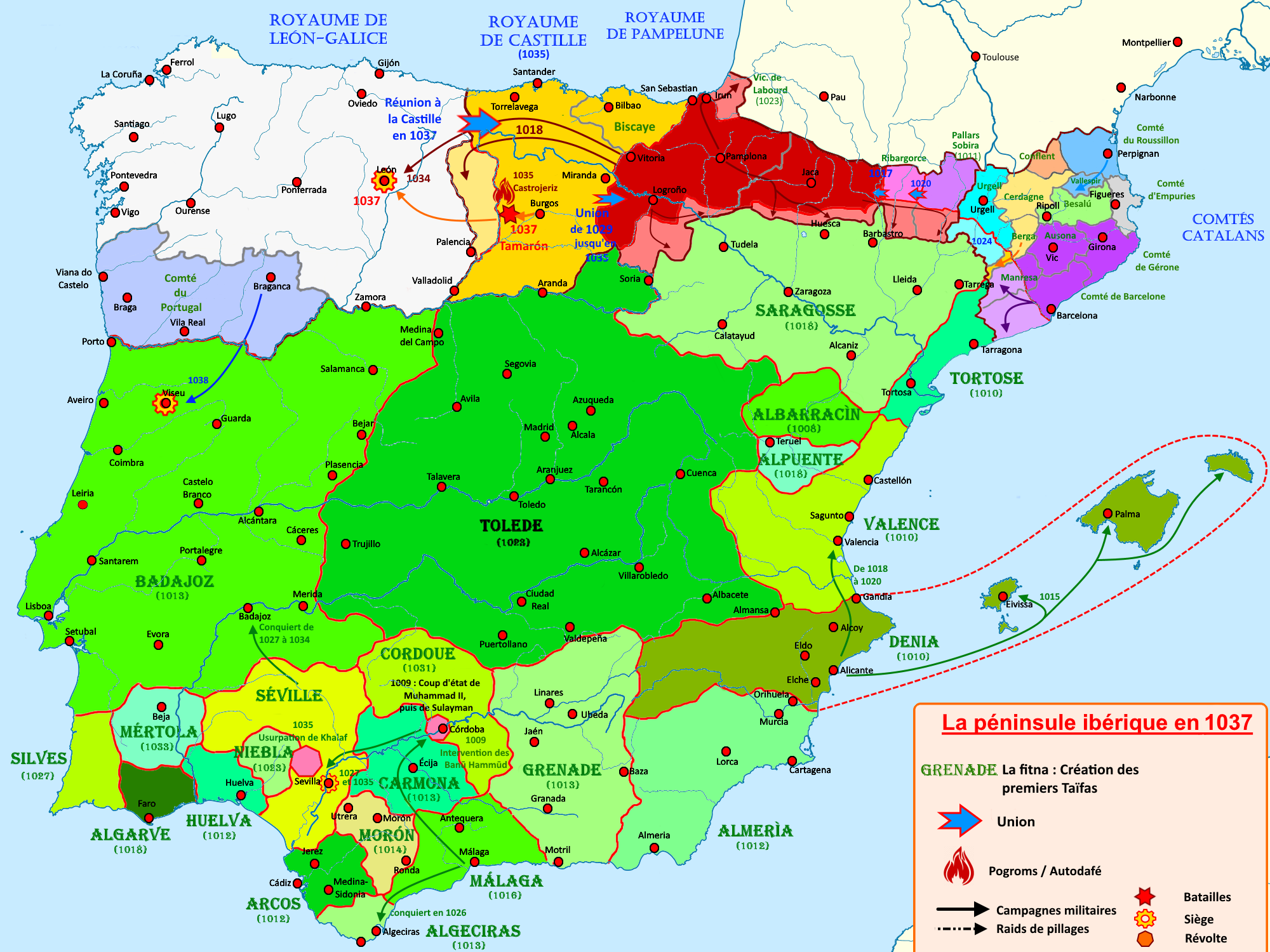
La péninsule ibérique de 1002 à 1037.
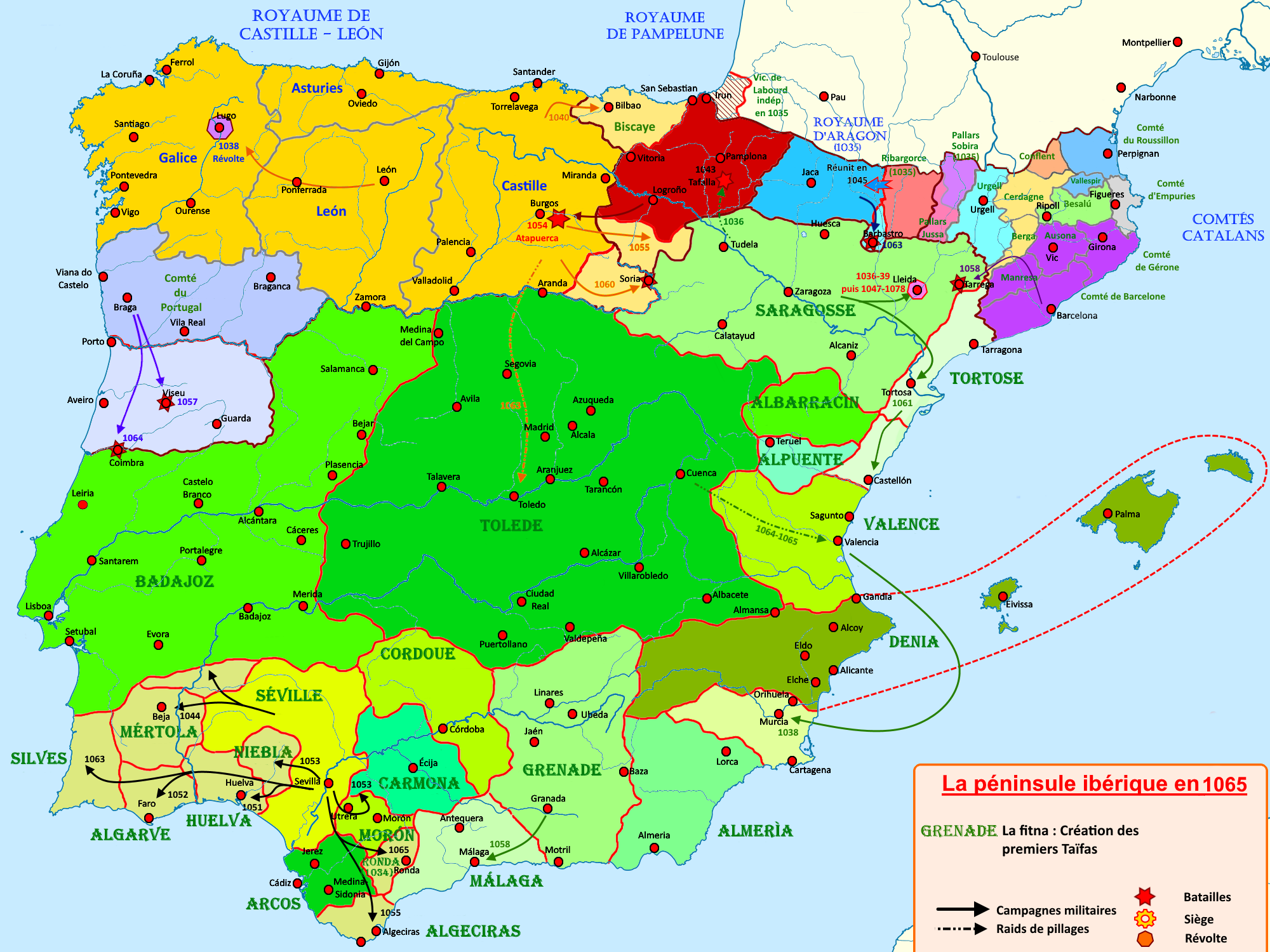
La péninsule ibérique de 1037 à 1065.

## Descendance
Ferdinand et Sancha de León ont cinq enfants :
- Urraque (vers 1033 – après 1103), dame de Zamora ;
- Sanche II (vers 1036 – 1072), roi de Castille ;
- Elvire (es) (vers 1038 – 1101), dame de Toro ;
- Alphonse VI (vers 1039 – 1109), roi de León ;
- García II (vers 1042 – 1090), roi de Galice.

Il fut également l'arrière-arrière-grand-père de Martim Moniz qui s'illustra héroïquement dans la prise de Lisbonne lors de la Reconquista.